# Schizachyrium urceolatum
Schizachyrium urceolatum là một loài thực vật có hoa trong họ Hòa thảo. Loài này được (Hack.) Stapf miêu tả khoa học đầu tiên năm 1917.